# Кафторим

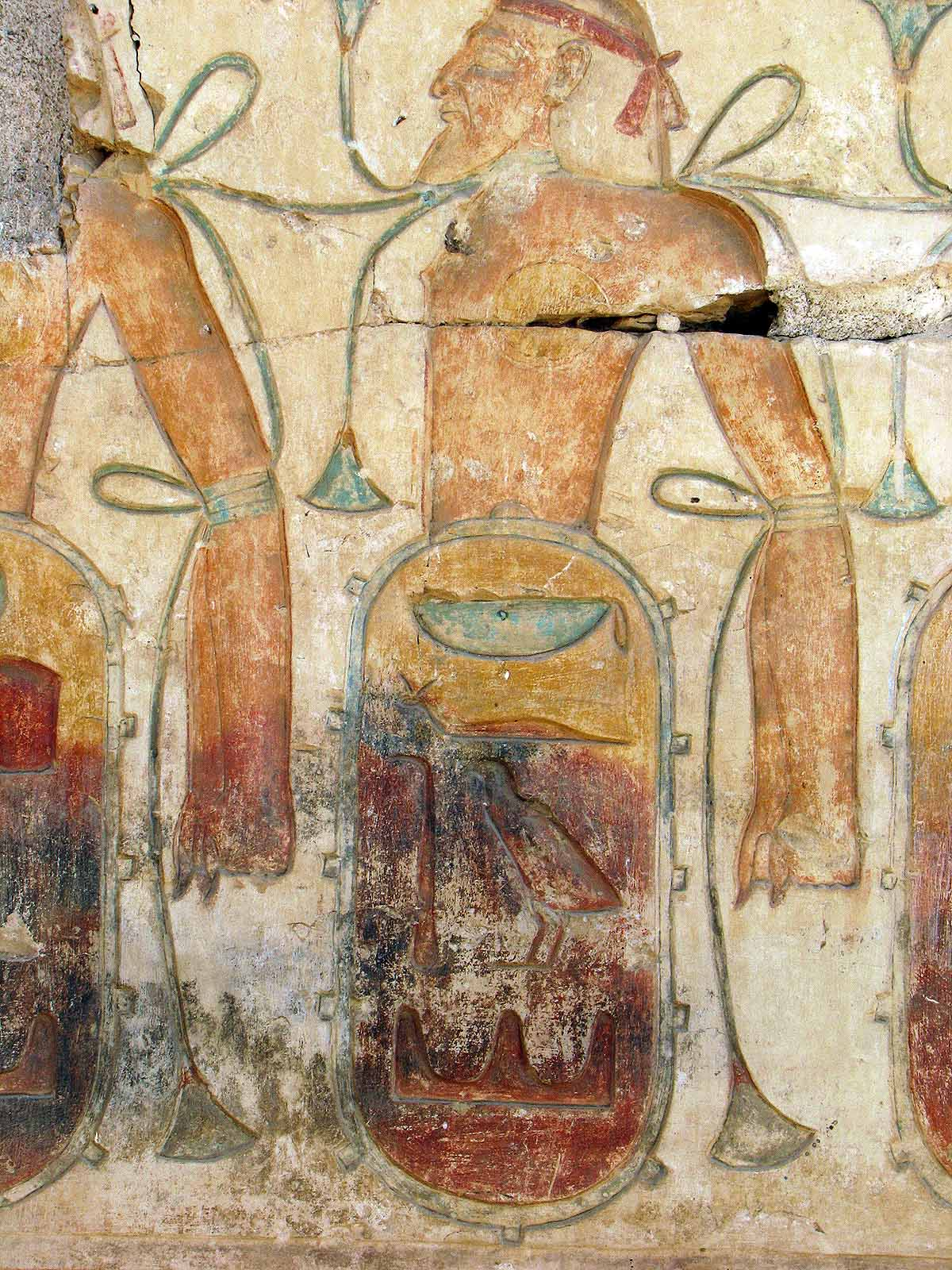
Пленённый кафторим («Keftiu» в картуше); храм Рамзеса II в Абидосе, XIX династия

Кафторим, кафторимы, кафториты, кафторяне (др.-евр. כַּפְתֹּרִים‬) — народ Восточного Средиземноморья, упоминаемый в Библии как потомки Мицраима, сына Хама; местность, где они жили, называлась Кафтор (др.-евр. כַּפְתֹּר‬).

## Ветхий завет
В т. н. «таблице народов» (Быт. 10) кафторим упоминаются как происходящие от Мицраима, сына Хама. В синодальном переводе (см. другие переводы): 

От Мицраима произошли Лудим, Анамим, Легавим, Нафтухим, Патрусим, Каслухим, откуда вышли Филистимляне, и Кафторим.
— Быт. 10:13-14
В этом библейском стихе «Кафторим» (форма множественного числа) одновременно выступает и как название народа, и как имя сына Мицраима — эпонимического предка народа.
Прямая трактовка «Кафторим» как имени человека — сына Мицраима — появляется в некоторых переводах и пересказах книги Бытия. Так, средневековый мидраш «Книга Праведного», излагая ветхозаветную историю, говорит о Кафторе — сыне Мицраима. Происхождение от Мицраима, который выступает в Библии как эпоним Египта, представляет кафторим как народ, который проживал в Египте, или был политически связанным с Египтом.
Взаимоотношение кафторим, каслухим, и филистимлян по «таблице народов» прочитываются двояко: или кафторим, вместе с филистимлянами произошли от каслухим, или кафторим, наряду с каслухим, произошли от Мицраима (мицраиим); помимо этого, существует версия, что «откуда вышли Филистимляне» первоначально относилось именно к кафторим, но в какой-то момент текст был искажен при переписывании. Разными переводчиками и толкователями Библии кафторимы рассматриваются или как синоним филистимлян, или как часть филистимлян, или как отдельный народ, обычно народ-предок, наряду с другим народом-предком «египетского» происхождения — каслухим.
Помимо «таблицы народов» и повторяющего её текста в Книге Хроник (1Хрон. 1:11—12), кафторим упоминаются в Библии также в рассказе об истории евреев после исхода из Египта в Книге Второзакония. В Синодальном переводе (см. другие переводы): «Аввеев, живших в селениях до самой Газы, Кафторимы, исшедшие из Кафтора, истребили и поселились на месте их» (Втор. 2:23).

## Кафтор
Кафтор в Библии указывается и как место, где жили ветхозаветные кафторимы, и как место, откуда пришли в Ханаан филистимляне (Иер. 47:4; Амос. 9:7), бывшие частью второй волны вторжения «народов моря». Соответственно, вопрос идентификации области Кафтор приобретает значение для понимания истории филистимлян и всего периода катастрофы бронзового века.
По тексту Иер. 47:4 переводчики и толкователи Библии считали Кафтор либо островом, либо приморской страной; в древних переводах Кафтор заменялся на Каппадокию, по-видимому, по созвучию; толкователи Библии и ученые-библеисты выдвинули ряд гипотез об отождествлении страны Кафтор: Крит, Кипр, Финикия, ном в дельте Нила.
Помимо Библии, Кафтор упомянут (в разных вариантах написания) в аккадских источниках первой половины 2 тыс. до н. э., в архивах Мари (18 в. до н. э.), в текстах Угарита и древнего Египта. Так, в аккадских документах, восходящих к 24 веку до н. э. Kaptara — это земля за «верхним морем», то есть к западу от восточного побережья Средиземного моря; в архивах Мари Kaptarû, Kaptarītum — название для дорогих товаров, по-видимому, из района Эгейского моря; в угаритских текстах бог ремесел Котар жил в Caphtor (Kptr). Предположительно, далекая земля, достижимая для мореплавателей, Keftiu (Kftyw) в египетских записях второй половины второго тысячелетия до н. э. — это Кафтор.
Среди современных исследователей минойского Крита и востоковедов распространена гипотеза о том, что Кафтор тождественен минойскому Криту, а его жители упоминаются в египетских текстах как кафтиу/кефтиу[страница не указана 912 дней].
Ранее выдвигались и другие версии, ныне почти не имеющие сторонников:
- В. Макс Мюллер и Г. А. Уэйнрайт предполагали, что Kafto/Kaftiu — район в Юго-Восточной Анатолии (Киликия или соседние провинции), вероятно, подконтрольный Египту[16][17]. Одна из основных проблем данного предположения заключается в том, что Киликия едва ли могла быть центром распространения минойских товаров во времена Рехмиры[17].
- Библеист Дж. Стрейндж (1980) поддерживает Кипрскую гипотезу, считая, что семитское Caphtor и египетское Keftiu географически связаны с островом Кипр[18].